# Lycoperdina gomerae
Lycoperdina gomerae is een keversoort uit de familie zwamkevers (Endomychidae). De wetenschappelijke naam van de soort werd in 1979 gepubliceerd door Franz.